# Роман за Брут
Роман за Брут е рицарски роман в стихове, написан от англо-нормандския поет Вас. Творбата е написана на нормански език около 1150 – 55 г. и се състои от 14 866 стиха. Това е най-известното произведение на Вас и е достигнало до наши дни в 30 ръкописа. В него за първи път се среща жанровото обозначение роман.
Произведението е базирано на хрониката на Галфрид Монмутски „История на кралете на Британия“ и е един от първите романи от сюжетно-тематичния цикъл посветен на крал Артур. В сюжета е представена идеята за произхода на англо-норманите от потомци на древните троянци. Тук за пръв път се появява мотива за кръглата маса, символ на рицарското равноправие.